# Savignac-sur-Leyze
 Savignac-sur-Leyze  es una población y comuna francesa, en la región de Aquitania, departamento de Lot y Garona, en el distrito de Villeneuve-sur-Lot y cantón de Monflanquin.

## Demografía
| 257 | 232 | 233 | 223 | 273 | 273 |
| Para los censos de 1962 a 1999 la población legal corresponde a la población sin duplicidades (Fuente: INSEE [Consultar]) |     |     |     |     |     |